# کارتر را بگیرید
کارتر را بگیرید (به انگلیسی: Get Carter) یک فیلم جنایی بریتانیایی محصول سال ۱۹۷۱ به نویسندگی و کارگردانی مایک هاجز در اولین کارگردانی خود با بازی مایکل کین، ایان هندری، جان آزبورن، بریت اکلند و برایان مازلی است. این فیلم بر اساس رمان بازگشت جک به خانه نوشته تد لوئیس در سال ۱۹۷۰، ساخته شده است. در این فیلم جک کارتر (کین)، یک گانگستر لندنی را دنبال می‌کند که به زادگاهش در شمال شرقی انگلستان بازمی‌گردد تا از مرگ تصادفی برادرش مطلع شود. با مشکوک بودن مرگ برادرش به تحقیق و بازجویی می‌پردازد و...

## تولید
فیلمبرداری اصلی  بین ۱۷ جولای تا ۱۵ سپتامبر ۱۹۷۰ انجام شد.